# رافاييل برتراند
رافاييل برتراند هو ممثل كوبي، ولد في 20 أغسطس 1917 بكاماغواي في كوبا، وتوفي في 5 أكتوبر 1982 بمدينة مكسيكو في المكسيك.

## وصلات خارجية
- رافاييل برتراند على موقع IMDb (الإنجليزية)
- رافاييل برتراند على موقع أول موفي (الإنجليزية)
- رافاييل برتراند على موقع قاعدة بيانات الأفلام السويدية (السويدية)
- رافاييل برتراند على موقع قاعدة بيانات الفيلم (الإنجليزية)
- رافاييل برتراند على موقع كينوبويسك (الروسية)